# Färbergasse (Wien)
Die Färbergasse befindet sich im 1. Wiener Gemeindebezirk, der Inneren Stadt. Sie ist seit 1776 unter diesem Namen bekannt, benannt nach hier ansässigen Färbereibetrieben. In den ehemaligen Vororten Wiens gab es ebenfalls Straßen, die Färbergasse hießen: die heutige Fürstengasse in der Rossau und die heutige Hackhofergasse in Nussdorf.

## Geschichte

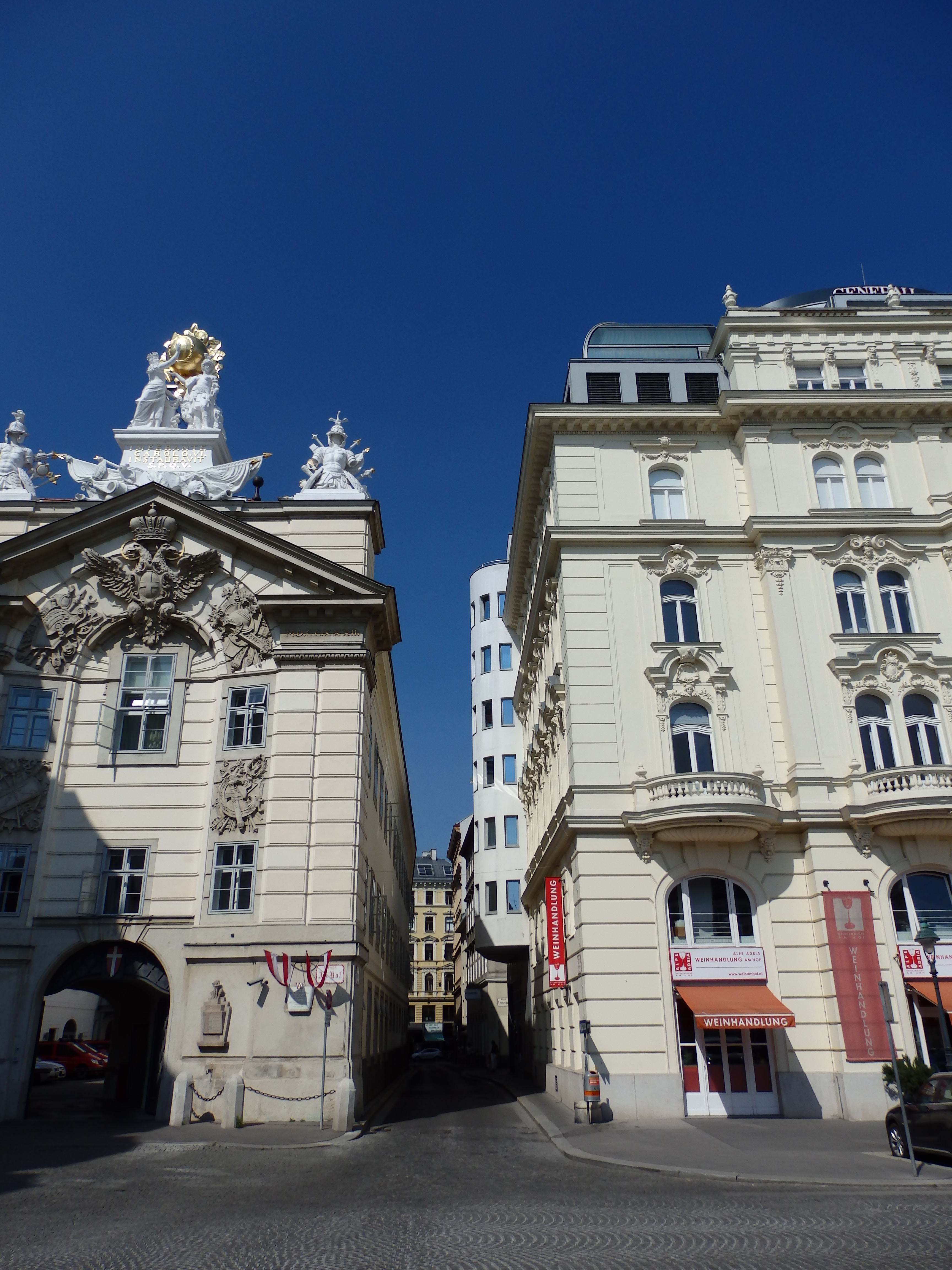
Färbergasse vom Hof aus gesehen

Im Mittelalter gehörte der Bereich der heutigen Färbergasse zur Wiener Judenstadt, die durch Tore gegen ihre Umgebung abgegrenzt war. Ein solches Tor, Türlein als man an den Hof geht, befand sich hier. Nach der Vertreibung der Juden 1421 (Wiener Gesera) wird die Gasse 1430 und noch 1528 als Hofgäßlein erwähnt, weil sie direkt zum Platz Am Hof führt. Seit 1563 wurde sie Färbergässl genannt, nach den hier ansässigen Färbereibetrieben. Vor diesem Zeitpunkt hieß die heutige Dorotheergasse Färberstraße. Seit 1776 hat sich die Bezeichnung Färbergasse eingebürgert.

## Lage und Charakteristik
Die Färbergasse verläuft vom Platz Am Hof in nordöstlicher Richtung bis zur Wipplingerstraße. Die Gasse ist sehr schmal und wird als Einbahnstraße geführt. Für Fußgänger ist die Passage eher ungemütlich; ein Gehsteig befindet sich großteils nur auf einer Straßenseite, der Autoverkehr ist für so eine schmale Gasse relativ stark. Dennoch befinden sich entlang der Färbergasse mehrere Gastronomiebetriebe und Geschäftslokale. Öffentliche Verkehrsmittel verkehren hier keine.

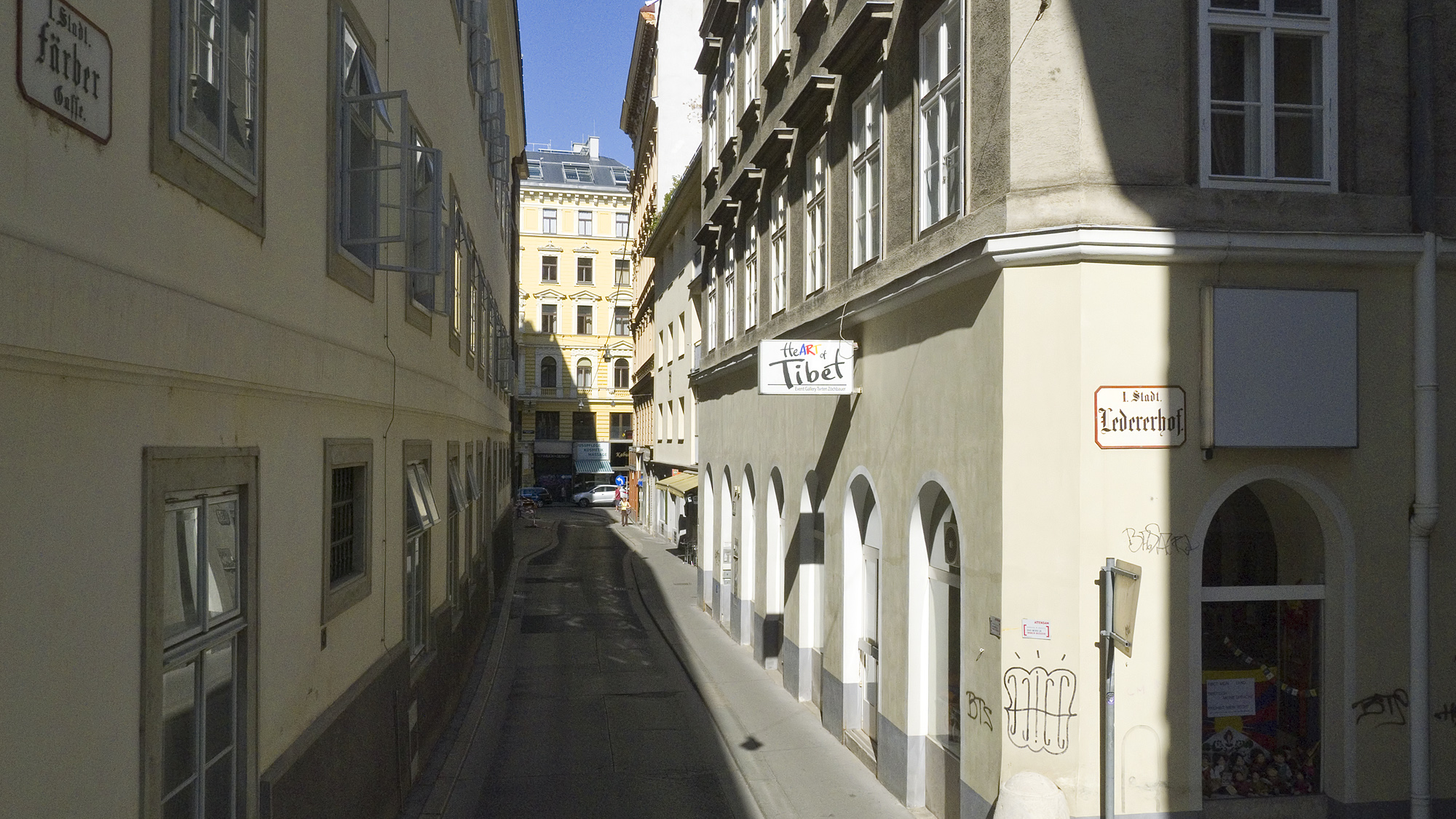
Färbergasse beim Ledererhof Richtung Wipplingerstraße

Die Gebäude an der Färbergasse sind stilistisch uneinheitlich. Ein Großteil der linken Straßenseite wird von der Seitenfront des ehemaligen Bürgerlichen Zeughauses eingenommen (Renaissance / Barock); mehrere Gebäude stammen aus der Zeit um 1800 und aus dem 20. Jahrhundert.

## Gebäude

### Nr. 1: Ehemaliges Bürgerliches Zeughaus
→ siehe Hauptartikel Bürgerliches Zeughaus
An der Stelle des heutigen Gebäudes befand sich in der mittelalterlichen Judenstadt der jüdische Fleischhof. Nach 1529 wurde der Zeugkasten hierher verlegt und später erweitert. Das heutige Aussehen schuf Anton Ospel 1731, wobei die lange Fassade zur Färbergasse sehr schlicht gestaltet wurde. Ab 1884 befindet sich die Feuerwehrzentrale an diesem Standort. Das Gebäude steht unter Denkmalschutz und liegt an der Hauptadresse Am Hof 10.

### Nr. 2: Wohnhaus
Das fast gänzlich freistehende, späthistoristische Wohnhaus wurde 1882 bis 1883 von Ludwig Tischler in neobarocken Formen errichtet. Es liegt an der Hauptadresse Am Hof 11.

### Nr. 3: Zum roten Säbel
Das Wohnhaus Zum roten Säbel wurde 1802 von Leopold Rieder im klassizistischen Stil erbaut. Die Fassade wurde gänzlich abgeräumt und erscheint heute ohne Dekorationen und Gliederungen. Lediglich die Holztüre ist noch original erhalten. Im Inneren befindet sich eine Zweipfeilertreppe mit Geländer und ein zweigeschoßiger Keller mit Tonnengewölben und Stichkappen.

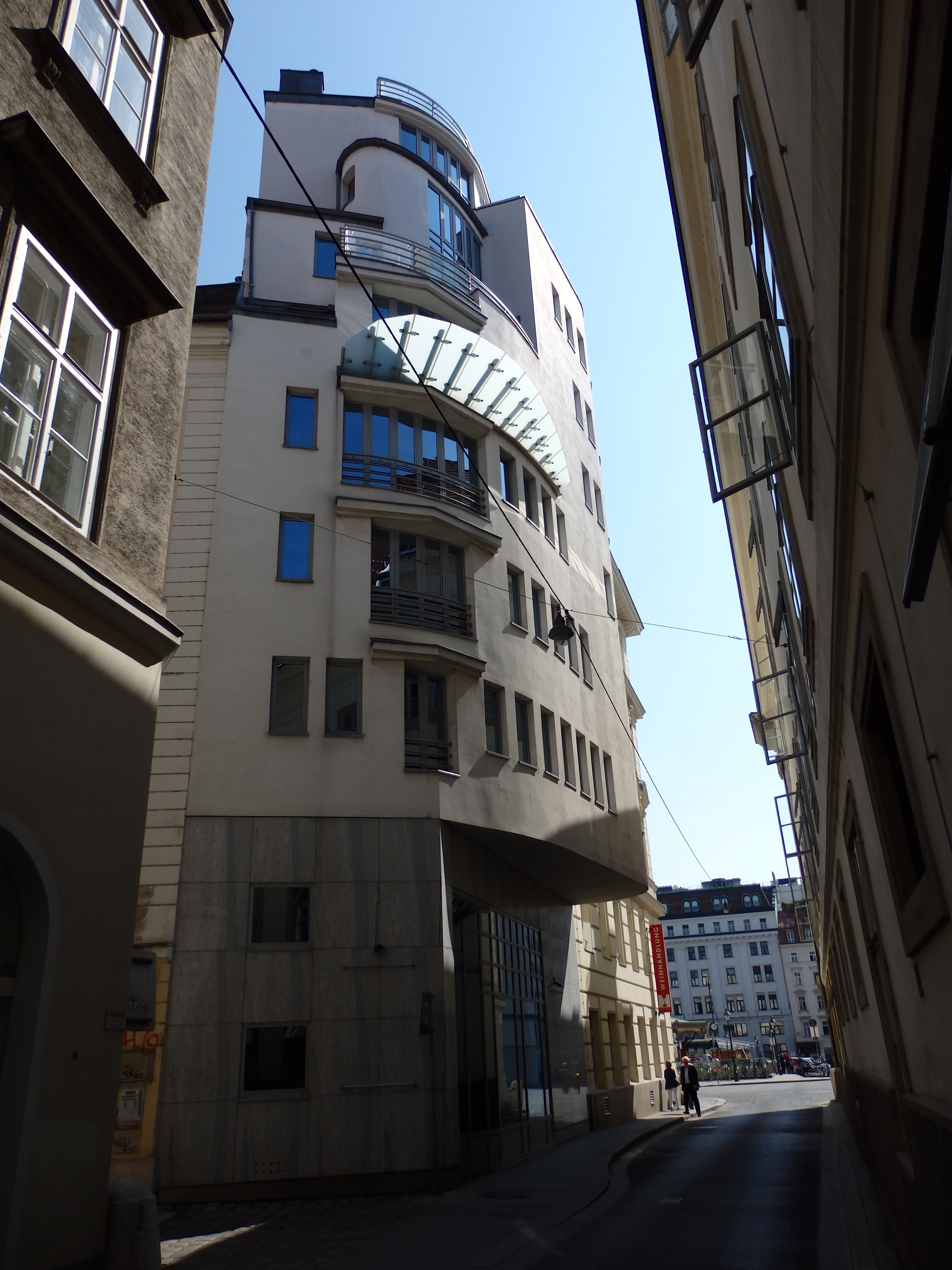
Haus Färbergasse Nr. 4 (1993)

### Nr. 4: Neubau
Der bemerkenswerte postmoderne Neubau an der Ecke zum Ledererhof wurde 1993 von Gerhard Steffel errichtet. Die nach oben abgetreppten Obergeschoße wölben sich zur Färbergasse hin vor.

### Nr. 5: Bürohaus
Das Bürohaus an der Ecke zur Wipplingerstraße wurde von R. Meixner 1956 erbaut. Eine Gedenktafel vom Vorgängerbau erinnert an Wolfgang Amadeus Mozart, der 1768 und 1782 im Haus Zum roten Säbel gewohnt hat. Das Gebäude liegt an der Hauptadresse Wipplingerstraße 19.

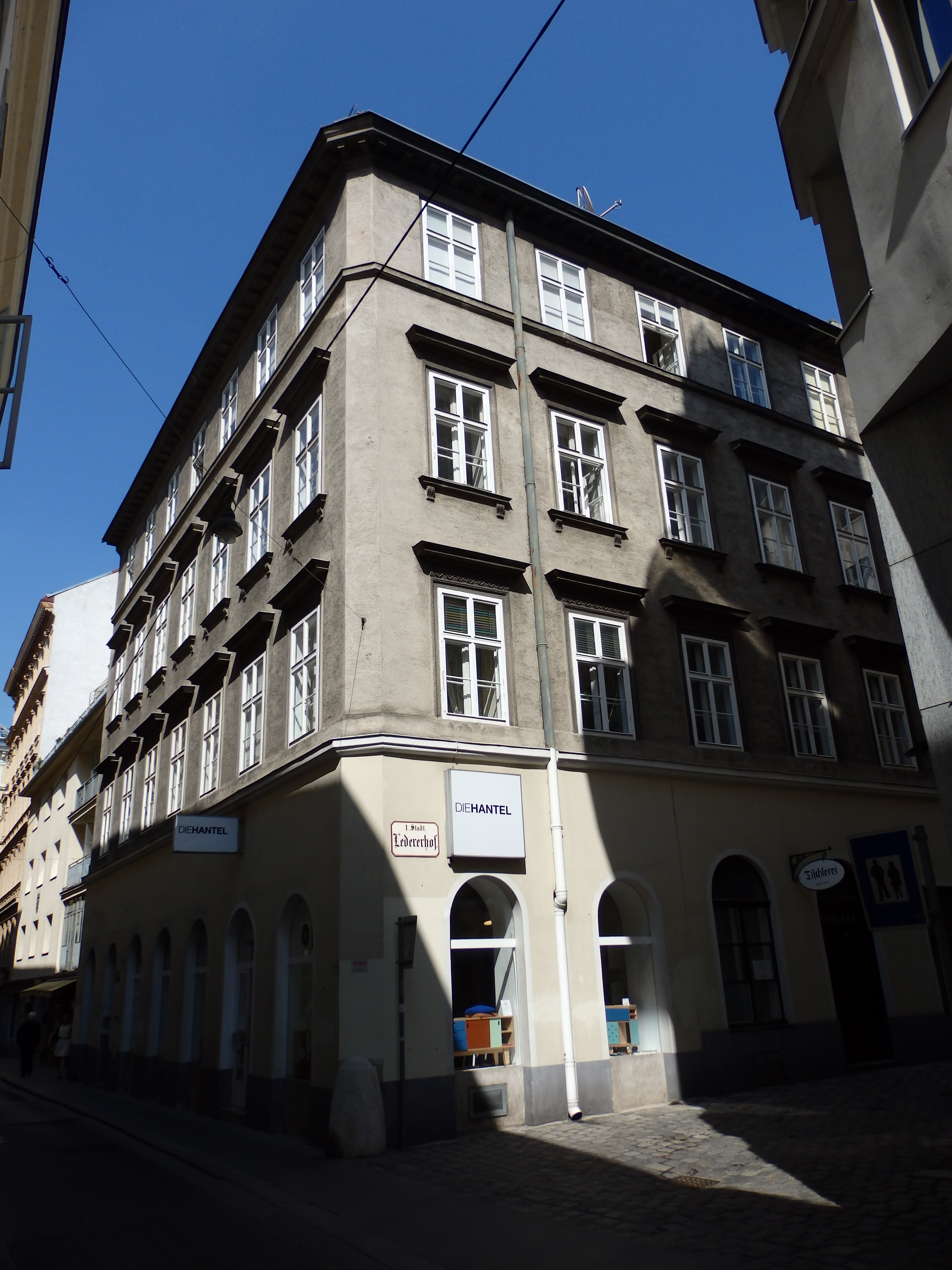
Haus Färbergasse Nr. 6 (1807)

### Nr. 6: Zum goldenen Stiefel
Das Haus Zum goldenen Stiefel an der Ecke zum Ledererhof wurde 1807 von Josef Koch im klassizistischen Stil errichtet. In der Sockelzone befinden sich Rundbogenöffnungen; an der Ecke hat sich ein Radabweiser erhalten. Die Obergeschoße sind durch additiv gereihte Fenster gegliedert, die gerade verdacht sind und dekorierte Sturzfelder aufweisen. Das oberste Geschoß ist durch ein Kranzgesims abgesetzt. Im Inneren sind der tonnengewölbte Hausflur und die Zweipfeilertreppe mit originalem Geländer zu beachten. Der große Kellerraum ist tonnengewölbt. Das Gebäude steht seit 2015 unter Denkmalschutz.

### Nr. 8: Wohnhaus

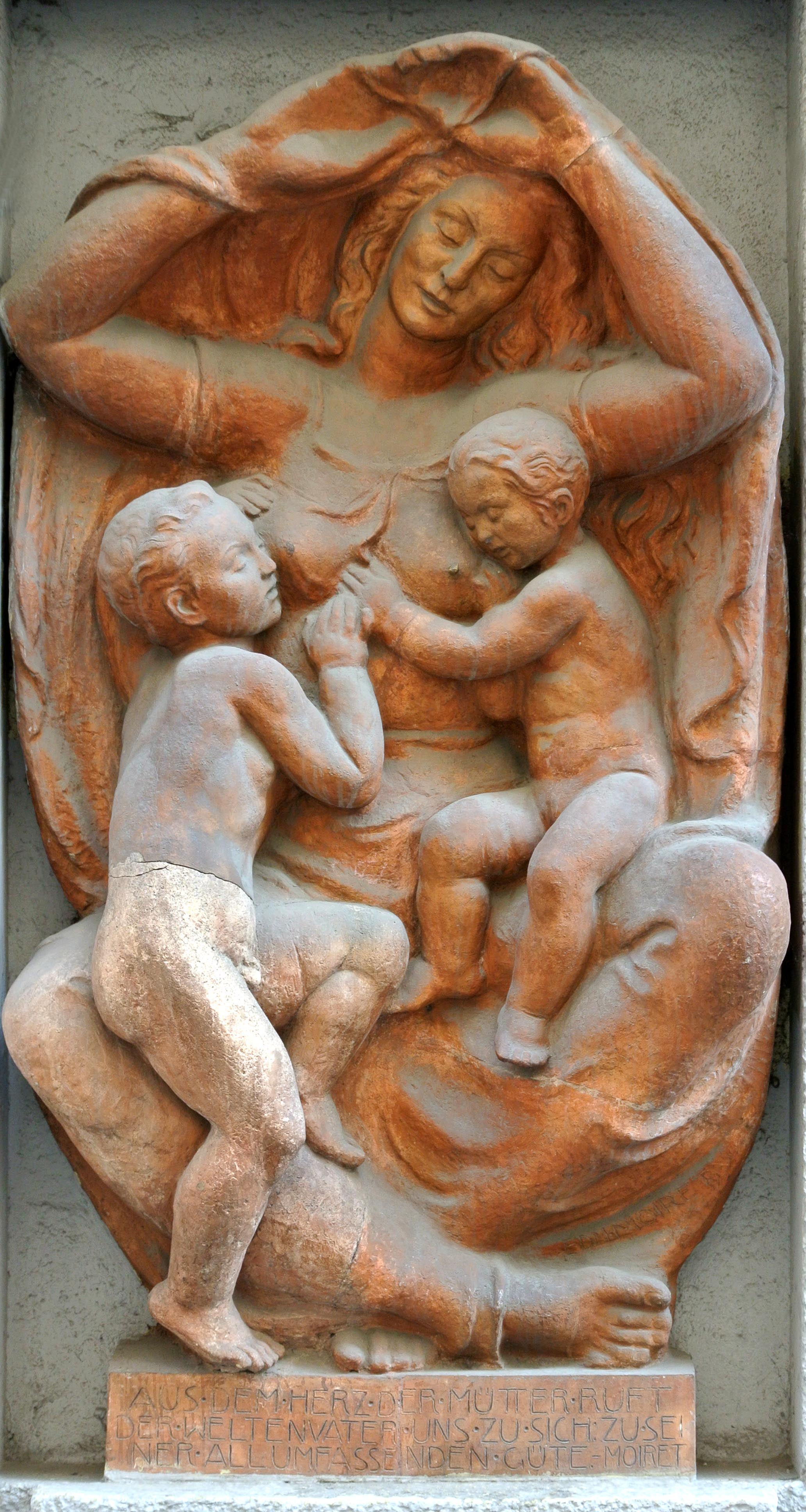
Terrakottarelief von Edmund Moiret am Haus Färbergasse Nr. 8 (1956)

Das moderne Wohnhaus wurde 1956 von Josef Vytiska erbaut. Am Sockel befindet sich ein Terrakottarelief von Edmund Moiret aus der Bauzeit, das eine Mutter mit zwei Kindern darstellt. Die Inschrift lautet:

„Aus dem Herz der Mütter ruft der Weltenvater uns zu sich: zu seiner allumfassenden Güte.“

### Nr. 10: Wohn- und Geschäftshaus
Das späthistoristische Wohn- und Geschäftshaus an der Ecke zur Wipplingerstraße wurde 1895 von Franz Xaver Neumann dem Jüngeren im altdeutschen Stil errichtet. Die zweigeschoßige Sockelzone ist genutet und als Geschäftszone ausgestaltet. Die ebenfalls genutete und durch verkröpfte Kordongesimse abgesetzte Hauptzone präsentiert sich üppig ausgestaltet. An der Seite zur Wipplingerstraße befindet sich ein dreigeschoßiger Erker mit lebensgroßen Karyatiden. Die von Kolossalpilastern gerahmten Eckachsen sind mit übergiebelten Fenstergruppen und Balkonen reich dekoriert. Am ebenfalls reich dekorierten Attikageschoß ist ein rosettenbesetztes Konsolkranzgesims zu sehen. Das toskanische Rundbogenportal ist mit Pilasten gerahmt und weist eine gerade Verdachung mit Triglyphenfries auf; die Gittertüre ist aufwändig gestaltet.

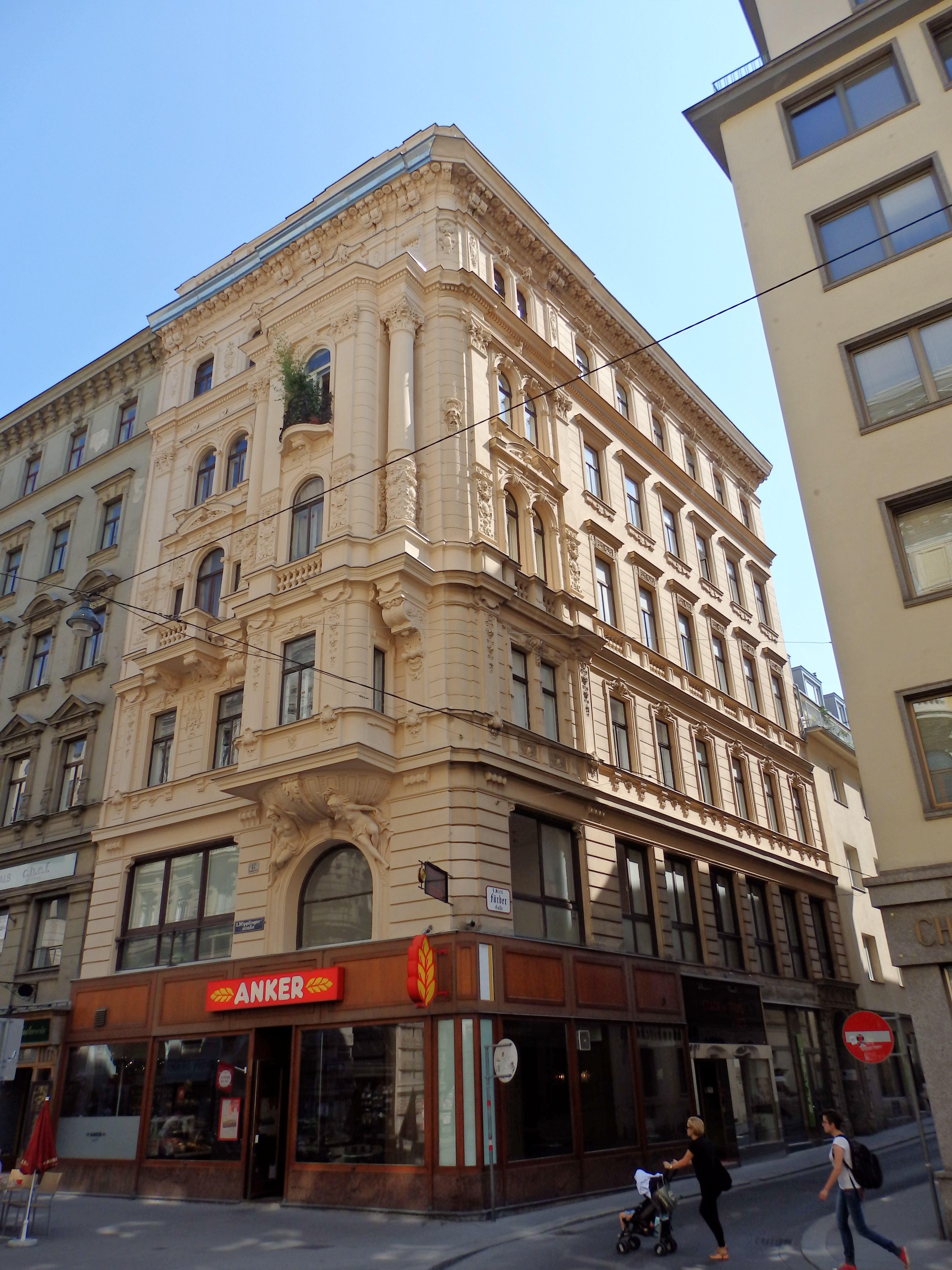
Haus Färbergasse Nr. 10 (1895)

Im Inneren befindet sich ein Foyer mit rosettengezierter Kassettendecke. An den Wänden sind allegorische Puttenmedaillons zwischen Säulchen zu sehen. Die Windfangtür ist durch Ätzglasdekor geschmückt. Bodenfliesen und Stuckierung im Stiegenhaus sowie Luster, Geländer und Aufzug sind original erhalten. Auch die Wohnungstüren sind mit Schnitzwerk und Gittern reich dekoriert.
Das Gebäude steht unter Denkmalschutz.